# Bioregione
Una bioregione è un'area ecologicamente e geograficamente definita più piccola di una  ecozona, ma più grande di una ecoregione o di un ecosistema, nello schema di classificazione del World Wildlife Fund. C'è anche un tentativo di usare il termine in senso generalista senza gradi, simile ai termini "area biogeografica" o "unità biogeografica".
Può essere concettualmente simile a eco-provincia.
È anche usato, in modo diverso, nel contesto ambientalista, essendo stato coniato da Berg e Dasmann (1977).

## Bioregioni del WWF
Lo schema del WWF suddivide ulteriormente le ecozone in bioregioni, definite come "gruppi geografici di ecoregioni che possono estendersi su diversi tipi di habitat, ma con forti affinità biogeografiche, in particolare a livelli tassonomici superiori al livello di specie (genere, famiglia)." Le bioregioni del WWF sono le seguenti:
- Ecozona afrotropicale
- Ecozona antartica
- Ecozona australasiana
  - Australia
  - Nuova Caledonia
  - Nuova Guinea e Melanesia orientale
  - Nuova Zelanda
  - Wallacea
- Ecozona indomalese
  - Subcontinente indiano
  - Indocina
  - Piattaforma della Sonda e Filippine
- Ecozona neartica
  - Scudo canadese
  - Oriente dell'America del Nord
  - Nord del Messico e sud-ovest dell'America del Nord
  - Occidente dell'America del Nord
- Ecozona neotropicale[5]
  - Amazzonia
  - Caraibi
  - America centrale
  - Ande
  - Oriente dell'America del Sud
  - Everglades
  - Nord delle Ande
  - Orinoco
  - Sud dell'America del Sud
- Ecozona oceaniana
  - Micronesia
  - Polinesia
- Ecozona paleartica
  - Asia
    - Asia orientale, nord del sistema dell'Himalaya fino all'artico
      - Himalaya
      - Steppe dell'altopiano del Tibet
      - Altopiano Yunnan-Guizhou
      - Asia di nord-est
      - Estremo oriente della Russia

    - Asia centrale - Altopiano iranico e a nord fino all'artico.
      - Paesi asiatici temperati
      - Altopiano della Mongolia
      - Steppa eurasiatica
      - Russia asiatica (centrale)
        - Regione siberiano-asiatica

    - Asia occidentale
      - Deserto Arabico
      - Mediterraneo vicino oriente (corrispondente all'Oriente)
      - Altopiano anatolico
      - Transcaucasia

  - Africa del Nord
    - Deserto costiero atlantico
    - Deserto del Sahara
    - Mediterraneo (Maghreb)
    - Catena dell'Atlante

  - Europa (Nord, centro, oriente, sud-ovest e sud-est) - Dal Mediterraneo all'artico.
    - Bacino del Mediterraneo
    - Penisola iberica
    - Nord Caucaso
    - Alpi
    - Carpazi
    - Scandinavia
    - Russia europea
    - Regione euro-siberiana

  - Macaronesia